# Spedizione in Martinica (1762)
La spedizione in Martinica (o invasione della Martinica) fu uno scontro avvenuto in Martinica nell'ambito della guerra dei sette anni tra forze britanniche e forze francesi. La spedizione si concluse con la vittoria degli inglesi e con l'annessione dell'area all'impero coloniale britannico.

## Contesto storico
Dopo la conquista di Dominica da parte degli inglesi, la Martinica francese si aspettava un medesimo trattamento. Pertanto, l'area venne adeguatamente fortificata. Le forze francesi presenti in Martinica erano pari a 1200 soldati, 7000 miliziani e 4000 corsari reclutati per l'occasione. L'area, naturalmente montuosa, rendeva l'isola piuttosto semplice da difendere.
Le vicine isole britanniche fecero il possibile per assistere la madrepatria:
- Antigua inviò sul posto parte della sua guarnigione, il 38th Regiment of Foot, che non aveva mai abbandonato l'area sin dai tempi della regina Anna settant'anni prima;
- Barbados ingaggiarono 500 neri e 500 bianchi come corpo di spedizione e ricognizione.

Le prime truppe inglesi a giungere nella baia di Carlisle furono un distaccamento proveniente da Belle-Isle composto da:
- 69th Regiment of Foot
- 76th Regiment of Foot al comando di William Rufane
- 90th Morgan's Regiment of Foot
- 98th Grey's Regiment of Foot

Il 24 dicembre 1761, il grosso dell'esercito proveniente dall'America sotto la guida dell'ammiraglio Rodney e del generale di brigata Robert Monckton giunse alla baia di Carlisle. Quest'esercito era composto da undici reggimenti:
- 15th Regiment of Foot
- 17th Regiment of Foot
- 22nd Regiment of Foot
- 27th (Inniskilling) Regiment of Foot
- 28th Townshend's Regiment of Foot
- 35th Regiment of Foot
- 40th Armiger's Regiment of Foot
- 42nd Royal Highland Regiment of Foot (2 battalions)
- 43rd Talbot's Regiment of Foot
- 46th Thomas Murray's Regiment of Foot
- 3rd battalion of the 60th Royal American Regiment of Foot
- Rangers americani (alcune compagnie)

In tutto, le forze di Monckton erano pari a 8000 uomini.

## L'invasione

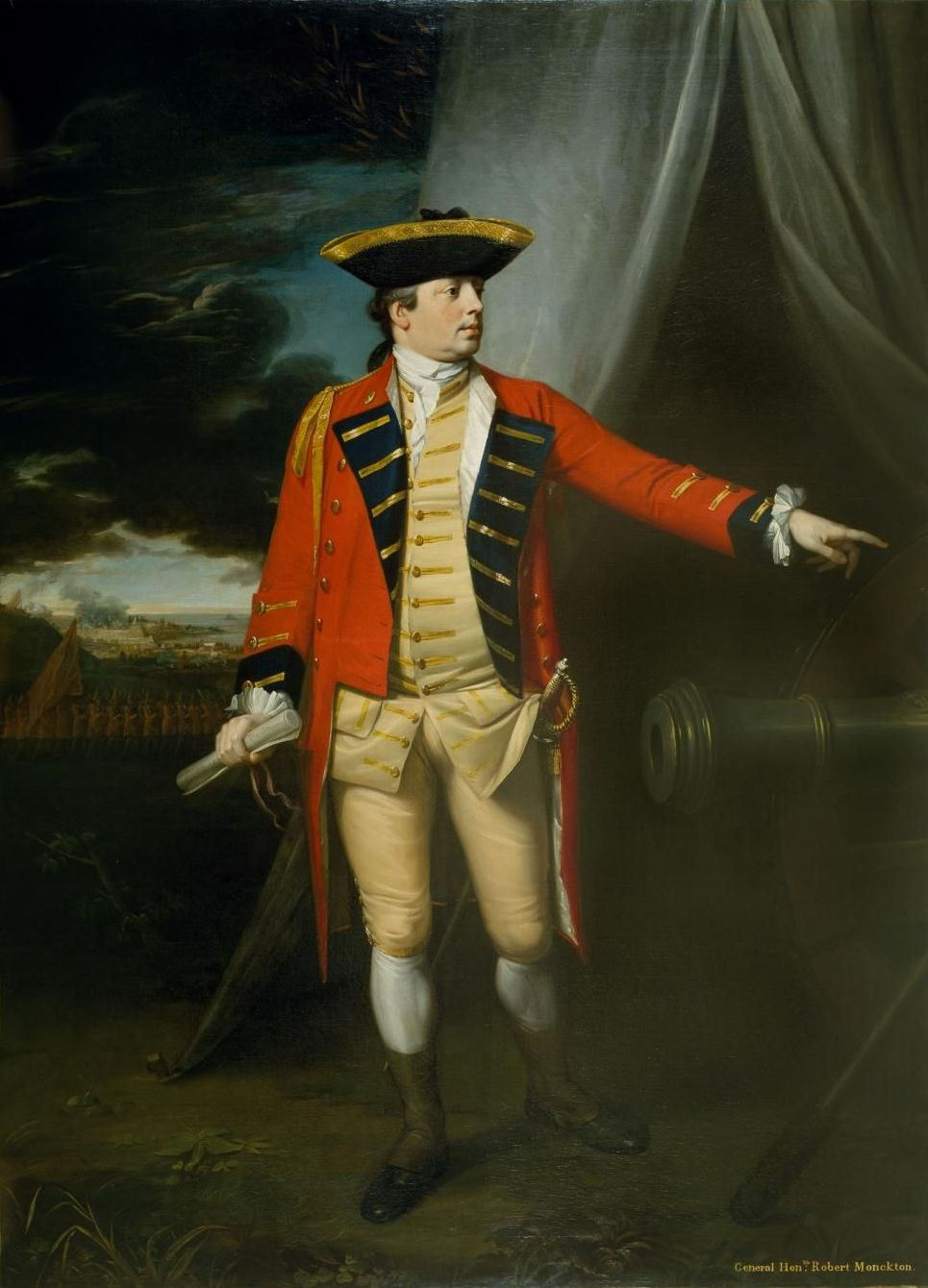
Ritratto di Robert Monckton in Martinica, eseguito da Benjamin West (National Army Museum)

Il 5 gennaio 1762, i trasporti inglesi salparono l'ancora sotto scorta della flotta dell'ammiraglio Rodney, passarono i Pitons di Saint Lucia e la porta di Castries. Due giorni dopo truppe anfibie inglesi ancorarono nella baia di sant'Anna, all'estremità a sud della Martinica, sul lato occidentale. Due brigate sbarcarono a Les Anses-d'Arlet, poco più ad ovest, marciando poi più a sud verso la capitale, Fort-Royal. Trovando che i sentieri dell'isola erano impraticabili per il trasporto dei cannoni, questi vennero re-imbarcati e sbarcati più avanti.
Il 16 gennaio, l'intera armata inglese era sbarcata senza aver perso un solo uomo a Case Navire, una piccola insenatura presso Negro Point che però aveva ai propri piedi una strada che conduceva ad est sulle montagne di Fort Royal per 5 chilometri. La strada era bloccata qua e là da burroni ed i francesi avevano eretto dei ridotti nei punti strategiche, piazzando batterie presso una collina vicina chiamata Morne Tortenson. Monckton venne costretto ad erigere le sue batterie in silenzio prima che i francesi potessero scorgere la sua posizione.
Al 24 gennaio, le batterie inglesi potevano dirsi complete ed al sorgere del sole un attacco generale venne tentato da parte dei francesi. Alle 9:00 ad ogni modo gli inglesi si erano già impossessati non solo dei ridotti ma anche della posizione di Morne Tortenson, con i relativi cannoni e trincee. I francesi si ritirarono in gran confusione, alcuni a Fort Royal, altri a Morne Grenier, una collina più alta posta a nord di Morne Tortenson. Simultaneamente due brigate sotto i generali Haviland e Walsh attaccarono altri avamposti francesi a nord di Morne Tortenson e, con grande difficoltà a causa della pastosità del terreno, riuscirono a respingere il nemico verso Morne Grenier. Le perdite per gli inglesi ammontarono a 33 ufficiali e 350 uomini tra morti e feriti.
Il 25 gennaio, Monckton, iniziò a rivolgere le batterie d'artiglieria verso la cittadella di Fort Royal. Ad ogni modo, il fuoco persistente proveniente da Morne Grenier lo costrinse a rivolgersi prima a quella posizione. Nel pomeriggio del 27 gennaio, prima che Monckton avesse il tempo di lanciare il proprio attacco, i francesi trincerarono Morne Grenier e si disposero su tre colonne, lanciando un attacco alla brigata di Haviland e sul fianco sinistro di Monckton. Durante questo attacco, una colonna francese espose il proprio fianco al nemico e venne vinta sul colpo. Le due colonne rimanenti non riuscirono a fronteggiare il nemico e dovettero cedere fuggendo. Gli inseguimenti si placarono solo con l'arrivo della notte, ma gli ufficiali inglesi non si fermarono e catturarono tutte le trincee e tutti i cannoni che poterono. Alla 1:00 del 28 gennaio, Morne Grenier poteva dirsi occupata interamente, al costo di 100 tra morti e feriti tra gli inglesi. Le batterie di Morne Tortenson vennero quindi completate e vennero costruite nuove batterie a soli 370 metri dalla cittadella.
Il 3 febbraio, Fort Royal si arrese. Il 12 febbraio, il resto dell'isola venne sottomesso.

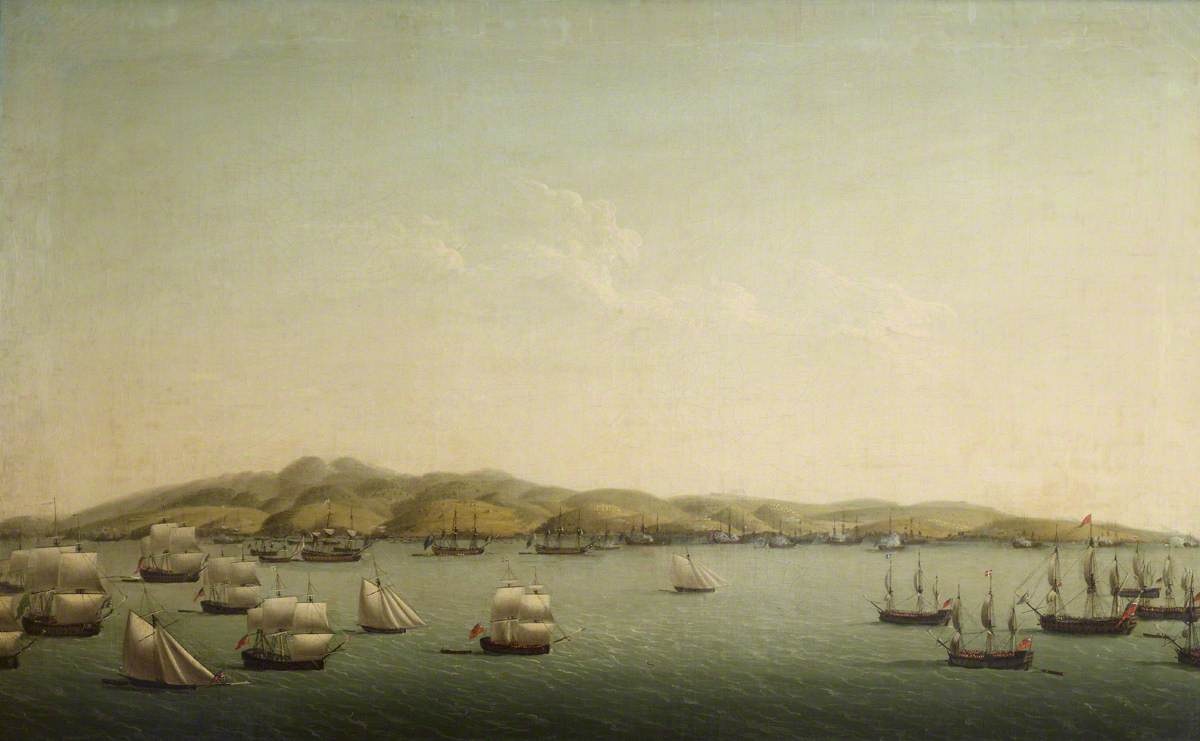
La flotta di Rodney bombarda la Martinica, 16 febbraio 1762, dipinto di Dominic Serres
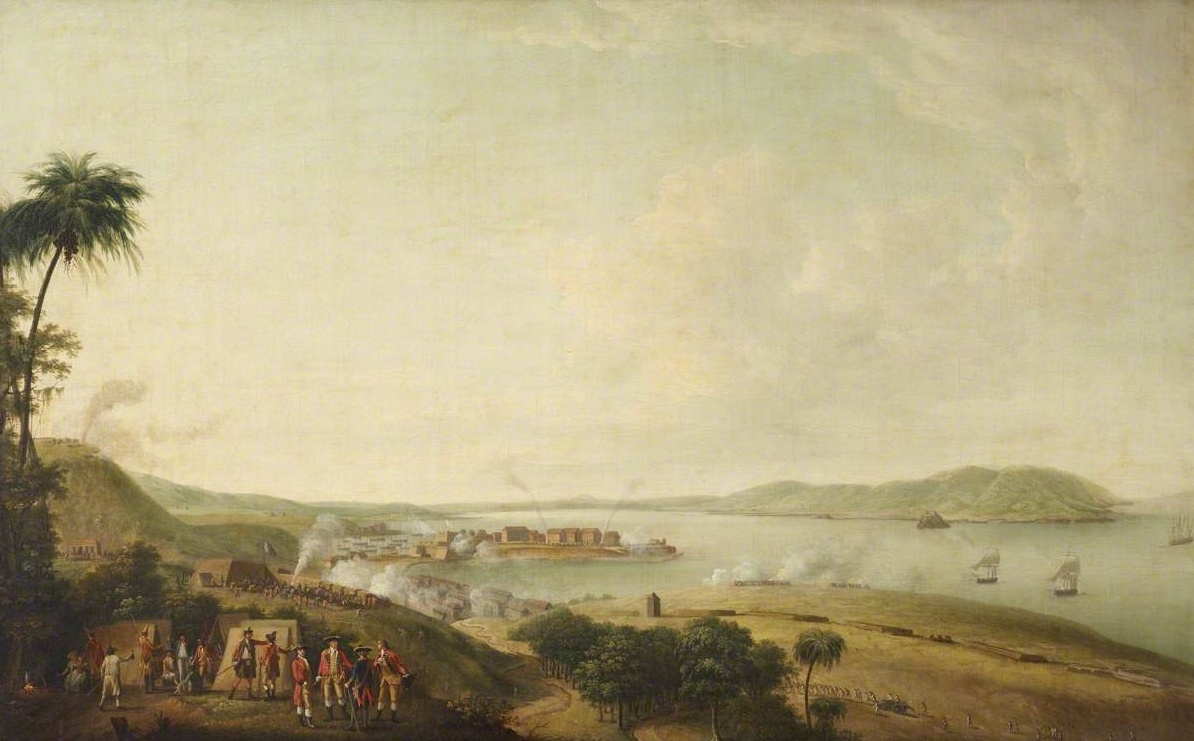
Gli inglesi attaccano la cittadella della Martinica, gennaio 1762, dipinto di Dominic Serres

## Conseguenze
Dal 26 febbraio al 3 marzo, Monckton inviò dei distaccamenti sulle isole di Saint Lucia, Grenada e Saint Vincent che caddero senza opporre resistenza. Monckton aveva già dato disposizioni per attaccare e conquistare Tobago quando ricevette l'ordine di spostare le sue truppe a L'Avana, presso Cuba.
La Martinica tornò alla Francia col trattato di Parigi del 1763.